# Patrick Cowley
Patrick Joseph Cowley (Buffalo, 19 ottobre 1950 – San Francisco, 12 novembre 1982) è stato un musicista statunitense attivo nel settore della musica dance e disco ed un compositore, arrangiatore, cantante e produttore discografico. Al pari di Giorgio Moroder, viene spesso accreditato come un pioniere dell'electronic dance music ed anche uno dei precursori del genere Hi-NRG.
Con i suoi arrangiamenti ricchi di sonorità sintetiche infatti, oltre a realizzare delle versioni remix dei successi di alcuni degli artisti  degli anni settanta, seppe realizzare un suono nuovo, caratteristico e traboccante di vitalità, con il quale riuscì a rinfrescare il genere "disco", ormai quasi in decadenza verso il finire degli anni settanta.
Tra i suoi lavori più noti vi sono i brani Menergy, Lift Off, Thank God For Music, Tech-No-Logical World e Goin' Home. La sua musica inoltre, favorì la nascita di nuovi talenti come Sarah Dash, Paul Parker, Linda Imperial e Frank Loverde, già interpreti delle sue composizioni o facenti parte dei cori presenti nelle musiche da lui composte.

## Biografia
Originario di Buffalo e trasferitosi a San Francisco nel 1971, Cowley studiò musica al City College of San Francisco (CCSF) specializzandosi nell'utilizzo del sintetizzatore.
Omosessuale, Cowley fu uno dei primi a morire di AIDS (nel 1982, quando la malattia non era ancora stata scoperta) e compose il suo ultimo album (Mind Warp) quando era già ammalato di HIV.
Nonostante sia deceduto a soli 32 anni d'età (in seguito alle complicazioni del virus) ed in vita abbia pubblicato soltanto tre album personali, la sua forte eredità musicale fu ispirazione per molti gruppi new wave come i Pet Shop Boys ed i New Order.

## Carriera musicale
Già compositore di musiche destinate a colonne sonore di film pornografici nel periodo tra il 1973 ed il 1975, nel 1978, lavorando come tecnico delle luci al "The City Disco" (uno dei più famosi disco-club della città), incontrò Sylvester che in quel locale si esibiva e dalla sinergia che nacque tra i due ne uscì una sonorità intensa ed in grado di fondere lo stile musicale aggressivo di Cowley con la voce (tipicamente in falsetto) di Sylvester. Dal loro sodalizio nacquero alcuni dei più noti brani disco come You Make Me Feel (Mighty Real), Dance (Disco Heat), I (Who Have Nothing), Stars ed il più noto Do ya wanna funk. Brani questi sino ad oggi campionati e passati nelle discoteche.
Nel 1981 Cowley pubblicò gli album Menergy, (una franca celebrazione della gay club sex scene) e Megatron Man e l'anno successivo si esibì come disc jockey alle feste Menergy del nightclub The EndUp di San Francisco.
Inoltre scrisse e produsse per il già citato Paul Parker il singolo Right On Target che raggiunse il numero uno nella classifica Hot Dance Club Play compilata dalla rivista specializzata statunitense "Billboard" e realizzò anche un remix lungo più di quindici minuti del brano "I Feel Love" di Donna Summer (divenuto oggi un oggetto da collezionisti).
Nel 1982 uscì "Mind Warp" il suo ultimo album pubblicato quando era ancora in vita e dei quali uno dei brani più interessante fu Tech-No-Logical World di cui la voce fu ancora di Paul Parker.

### Album postumi
Con il sorgere del genere nu-disco (avvenuto verso la fine degli anni 2000) molte delle sue sonorità tornarono in voga e grazie alla conservazione delle  tracce originali, dal 2009 sono state pubblicate in alcuni suoi album postumi.
Due di questi (School Daze e Candida Cosmica) contengono principalmente le musiche a suo tempo realizzate da Cowley per gli omonimi film gay pornografici.

## Discografia
- 1981 - Menergy - Patrick Cowley - Fusion Records
- 1981 - Megatron Man - Patrick Cowley - Megatone Records
- 1982 - Mind Warp - Patrick Cowley - Megatone Records

### Pubblicazioni postume
- 2009	-  Catholic - Patrick Cowley, e Jorge Socarras	- Macro Recordings	(registrato nel 1976-1979)
- 2013	- School Daze - Patrick Cowley	 - Dark Entries Records	(registrato nel 1973-1981)
- 2015	- Kickin' In	 - Patrick Cowley	- Dark Entries Records	(registrato nel 1975-1978)
- 2015	- Muscle Up - 	Patrick Cowley	 - Dark Entries Records	(registrato nel 1973-1981)
- 2016	- Candida Cosmica -	Patrick Cowley e Candida Royalle	- Dark Entries Records	 (registrato nel 1973-1975)
- 2017	- Afternooners	 - Patrick Cowley		(registrato nel 1982)
- 2019	- Mechanical Fantasy Box - Patrick Cowley